# Jeff O'Neill
Jeffrey "Jeff" O'Neill, född 23 februari 1976 i Richmond Hill i Ontario, är en kanadensisk före detta professionell ishockeyforward som tillbringade elva säsonger i den nordamerikanska ishockeyligan National Hockey League (NHL), där han spelade för Hartford Whalers, Carolina Hurricanes och Toronto Maple Leafs. Han producerade 496 poäng (237 mål och 259 assists) samt drog på sig 670 utvisningsminuter på 821 grundspelsmatcher. O'Neill spelade också för Springfield Falcons i American Hockey League (AHL) och Guelph Storm i Ontario Hockey League (OHL).
Han draftades av Hartford Whalers i första rundan i 1994 års draft som femte spelare totalt.
O'Neill gjorde sin NHL-debut säsongen 1995–96 i Hartford Whalers. I klubben, som flyttades till North Carolina och blev Carolina Hurricanes inför säsongen 1997–98, spelade han fram till lockouten 2004–05. Inför säsongen 2005–06 blev han bortbytt till Toronto Maple Leafs. 
Hans poängmässigt bästa säsong är 2000–01 då han gjorde 41 mål och 26 assist för totalt 67 poäng på 82 matcher för Carolina Hurricanes.
Efter spelarkarriären har O'Neill arbetat som expertkommentator och radiopratare hos The Sports Network (TSN). Han är mest känd utanför isen som en av paneldeltagarna i radio/TV-programmet Overdrive med journalisten Bryan Hayes och den före detta ishockeymålvakten Jamie McLennan.

## Statistik
| Källa: Utv = Utvisningsminuter | Källa: Utv = Utvisningsminuter                       | Källa: Utv = Utvisningsminuter                       |                                                      | Grundserie                                           | Grundserie                                           | Grundserie                                           | Grundserie                                           | Grundserie                                           |                                                      | Slutspel                                             | Slutspel                                             | Slutspel                                             | Slutspel                                             | Slutspel                                             |
| Säsong                         | Lag                                                  | Liga                                                 | Matcher                                              | Mål                                                  | Assist                                               | Poäng                                                | Utv                                                  | Matcher                                              | Mål                                                  | Assist                                               | Poäng                                                | Utv                                                  |                                                      |                                                      |
| ------------------------------ | ---------------------------------------------------- | ---------------------------------------------------- | ---------------------------------------------------- | ---------------------------------------------------- | ---------------------------------------------------- | ---------------------------------------------------- | ---------------------------------------------------- | ---------------------------------------------------- | ---------------------------------------------------- | ---------------------------------------------------- | ---------------------------------------------------- | ---------------------------------------------------- | ---------------------------------------------------- | ---------------------------------------------------- |
| 1990–1991                      | Richmond Hill Stars                                  |                                                      | 78                                                   | 56                                                   | 134                                                  | 190                                                  | —                                                    | —                                                    | —                                                    | —                                                    | —                                                    | —                                                    |                                                      |                                                      |
| 1991–1992                      | Thornhill Thunderbirds                               | MetJHL                                               | 43                                                   | 27                                                   | 53                                                   | 80                                                   | 48                                                   | —                                                    | —                                                    | —                                                    | —                                                    | —                                                    |                                                      |                                                      |
| 1992–1993                      | Guelph Storm                                         | OHL                                                  | 65                                                   | 32                                                   | 47                                                   | 79                                                   | 88                                                   | 5                                                    | 2                                                    | 2                                                    | 4                                                    | 6                                                    |                                                      |                                                      |
| 1993–1994                      | Guelph Storm                                         | OHL                                                  | 66                                                   | 45                                                   | 81                                                   | 126                                                  | 95                                                   | 9                                                    | 2                                                    | 11                                                   | 13                                                   | 31                                                   |                                                      |                                                      |
| 1994–1995                      | Guelph Storm                                         | OHL                                                  | 57                                                   | 43                                                   | 81                                                   | 124                                                  | 56                                                   | 14                                                   | 8                                                    | 18                                                   | 26                                                   | 34                                                   |                                                      |                                                      |
| 1995–1996                      | Hartford Whalers                                     | NHL                                                  | 65                                                   | 8                                                    | 19                                                   | 27                                                   | 40                                                   | —                                                    | —                                                    | —                                                    | —                                                    | —                                                    |                                                      |                                                      |
| 1996–1997                      | Hartford Whalers                                     | NHL                                                  | 72                                                   | 14                                                   | 16                                                   | 30                                                   | 40                                                   | —                                                    | —                                                    | —                                                    | —                                                    | —                                                    |                                                      |                                                      |
|                                | Springfield Falcons                                  | AHL                                                  | 1                                                    | 0                                                    | 0                                                    | 0                                                    | 0                                                    | —                                                    | —                                                    | —                                                    | —                                                    | —                                                    |                                                      |                                                      |
| 1997–1998                      | Carolina Hurricanes                                  | NHL                                                  | 74                                                   | 19                                                   | 20                                                   | 39                                                   | 67                                                   | —                                                    | —                                                    | —                                                    | —                                                    | —                                                    |                                                      |                                                      |
| 1998–1999                      | Carolina Hurricanes                                  | NHL                                                  | 75                                                   | 16                                                   | 15                                                   | 31                                                   | 66                                                   | 6                                                    | 0                                                    | 1                                                    | 1                                                    | 0                                                    |                                                      |                                                      |
| 1999–2000                      | Carolina Hurricanes                                  | NHL                                                  | 80                                                   | 25                                                   | 38                                                   | 63                                                   | 72                                                   | —                                                    | —                                                    | —                                                    | —                                                    | —                                                    |                                                      |                                                      |
| 2000–2001                      | Carolina Hurricanes                                  | NHL                                                  | 82                                                   | 41                                                   | 26                                                   | 67                                                   | 106                                                  | 6                                                    | 1                                                    | 2                                                    | 3                                                    | 10                                                   |                                                      |                                                      |
| 2001–2002                      | Carolina Hurricanes                                  | NHL                                                  | 76                                                   | 31                                                   | 33                                                   | 64                                                   | 63                                                   | 22                                                   | 8                                                    | 5                                                    | 13                                                   | 27                                                   |                                                      |                                                      |
| 2002–2003                      | Carolina Hurricanes                                  | NHL                                                  | 82                                                   | 30                                                   | 31                                                   | 61                                                   | 38                                                   | —                                                    | —                                                    | —                                                    | —                                                    | —                                                    |                                                      |                                                      |
| 2003–2004                      | Carolina Hurricanes                                  | NHL                                                  | 67                                                   | 14                                                   | 20                                                   | 34                                                   | 60                                                   | —                                                    | —                                                    | —                                                    | —                                                    | —                                                    |                                                      |                                                      |
| 2004–2005                      | Spelade ej på grund av lockout mellan NHL och NHLPA. | Spelade ej på grund av lockout mellan NHL och NHLPA. | Spelade ej på grund av lockout mellan NHL och NHLPA. | Spelade ej på grund av lockout mellan NHL och NHLPA. | Spelade ej på grund av lockout mellan NHL och NHLPA. | Spelade ej på grund av lockout mellan NHL och NHLPA. | Spelade ej på grund av lockout mellan NHL och NHLPA. | Spelade ej på grund av lockout mellan NHL och NHLPA. | Spelade ej på grund av lockout mellan NHL och NHLPA. | Spelade ej på grund av lockout mellan NHL och NHLPA. | Spelade ej på grund av lockout mellan NHL och NHLPA. | Spelade ej på grund av lockout mellan NHL och NHLPA. | Spelade ej på grund av lockout mellan NHL och NHLPA. | Spelade ej på grund av lockout mellan NHL och NHLPA. |
| 2005–2006                      | Toronto Maple Leafs                                  | NHL                                                  | 74                                                   | 19                                                   | 19                                                   | 38                                                   | 64                                                   | —                                                    | —                                                    | —                                                    | —                                                    | —                                                    |                                                      |                                                      |
| 2006–2007                      | Toronto Maple Leafs                                  | NHL                                                  | 74                                                   | 20                                                   | 22                                                   | 42                                                   | 54                                                   | —                                                    | —                                                    | —                                                    | —                                                    | —                                                    |                                                      |                                                      |
| NHL totalt                     | NHL totalt                                           | NHL totalt                                           | 821                                                  | 237                                                  | 259                                                  | 496                                                  | 670                                                  | 34                                                   | 9                                                    | 8                                                    | 17                                                   | 37                                                   |                                                      |                                                      |
| OHL totalt                     | OHL totalt                                           | OHL totalt                                           | 188                                                  | 120                                                  | 209                                                  | 329                                                  | 239                                                  | 28                                                   | 12                                                   | 31                                                   | 43                                                   | 71                                                   |                                                      |                                                      |

### Internationellt
| Källa:        | Källa:        | Källa:        |         | Utv = Utvisningsminuter | Utv = Utvisningsminuter | Utv = Utvisningsminuter | Utv = Utvisningsminuter | Utv = Utvisningsminuter |
| År            | Lag           | Mästerskap    | Matcher | Mål                     | Assists                 | Poäng                   | Utv                     |                         |
| ------------- | ------------- | ------------- | ------- | ----------------------- | ----------------------- | ----------------------- | ----------------------- | ----------------------- |
| 1995          | Kanada        | JVM           | 7       | 2                       | 4                       | 6                       | 2                       |                         |
| Junior totalt | Junior totalt | Junior totalt | 7       | 2                       | 4                       | 6                       | 2                       |                         |